# Vanik Avetisian
Vanik Avetisian –en armenio, Վանիկ Ավետիսյան– (5 de marzo de 1987) es un deportista armenio que compitió en halterofilia. Ganó una medalla de plata en el Campeonato Europeo de Halterofilia de 2014, en la categoría de 69 kg.

## Palmarés internacional
| Campeonato Europeo | Campeonato Europeo | Campeonato Europeo | Campeonato Europeo |
| Año                | Lugar              | Medalla            | Categoría          |
| ------------------ | ------------------ | ------------------ | ------------------ |
| 2014               | Tel Aviv (Israel)  | Medalla de plata   | 69 kg              |